# Howard Hill
Howard Hill (Wilsonville, 13 novembre 1899 – Birmingham, 4 febbraio 1975) è stato un arciere statunitense.
Howard Hill ha scritto la storia moderna del tiro con l'arco tradizionale e più precisamente il tiro con il LongBow (arco lungo). Howard Hill è stato ufficiosamente nominato come "il più grande arciere del mondo". È stata l'unica persona nella storia dello sport del tiro con l'arco a vincere 196 tornei consecutivamente, e per questa grande abilità innata nel tiro con l'arco è stato inserito nel 1971 nell'Alabama Sports Hall of Fame.

## Biografia
Howard Hill nacque nel 1899 in una piantagione di cotone, i suoi primi approcci al tiro con l'arco e il suo primo tiro li fece all'età di soli 4 anni, utilizzando un arco costruito dal padre. Howard Hill è cresciuto con la caccia nel sangue, già a 5 anni prese la sua prima preda, un coniglio che correndo molto eccitato lo portò fieramente a farlo vedere al padre. Nel seguito degli anni non si dedicò al tiro con l'arco più di tanto, crescendo si dedicò anche ad altri sport come il golf, baseball e il basket. Nel 1925 si trasferì a vivere in Florida per motivi di lavoro. In questo periodo era appassionato di golf e cominciava a giocare con grande successo, ma dopo la lettura di un libro sul tiro con l'arco The Witchery of Archery di Maurice Thompson, decise che la sua vita la doveva dedicare ad arco e frecce. In questo sport ottenne elevati risultati agonistici, tanto che vinse uno dietro l'altro 196 tornei.